# Греческий крест

Греческий крест

Греческий крест (лат. crux immissa quadrata) — равносторонний крест, состоящий из двух одинаковых прямоугольных перекладин, пересекающихся под прямым углом.

## Символика
Греческий крест использовался в самых разных значениях:
- Символ бога солнца, символ бога дождя, символ четырёх первоэлементов (воздуха, земли, огня и воды)[1].
- Греция (герб, флаг).
- Мальта (герб, флаг).
- Тонга (герб, флаг)
- Швейцария (герб, флаг).
- Рим (герб).
- Вместе с полумесяцем символ Международного движения Красного Креста и Красного Полумесяца.
- Также введён в христианскую религию примерно в 332 году египетским монахом Пахомием.
- В математике служит в качестве символа операции сложения и называется «плюс».

Герб Греции
Герб Мальты
Герб Швейцарии
Герб Рима
Красный крест

## Архитектура
Композиция из греческого креста является общим принципом построения религиозных зданий, особенно в византийской, ранней романской, а также архитектуре Возрождения.

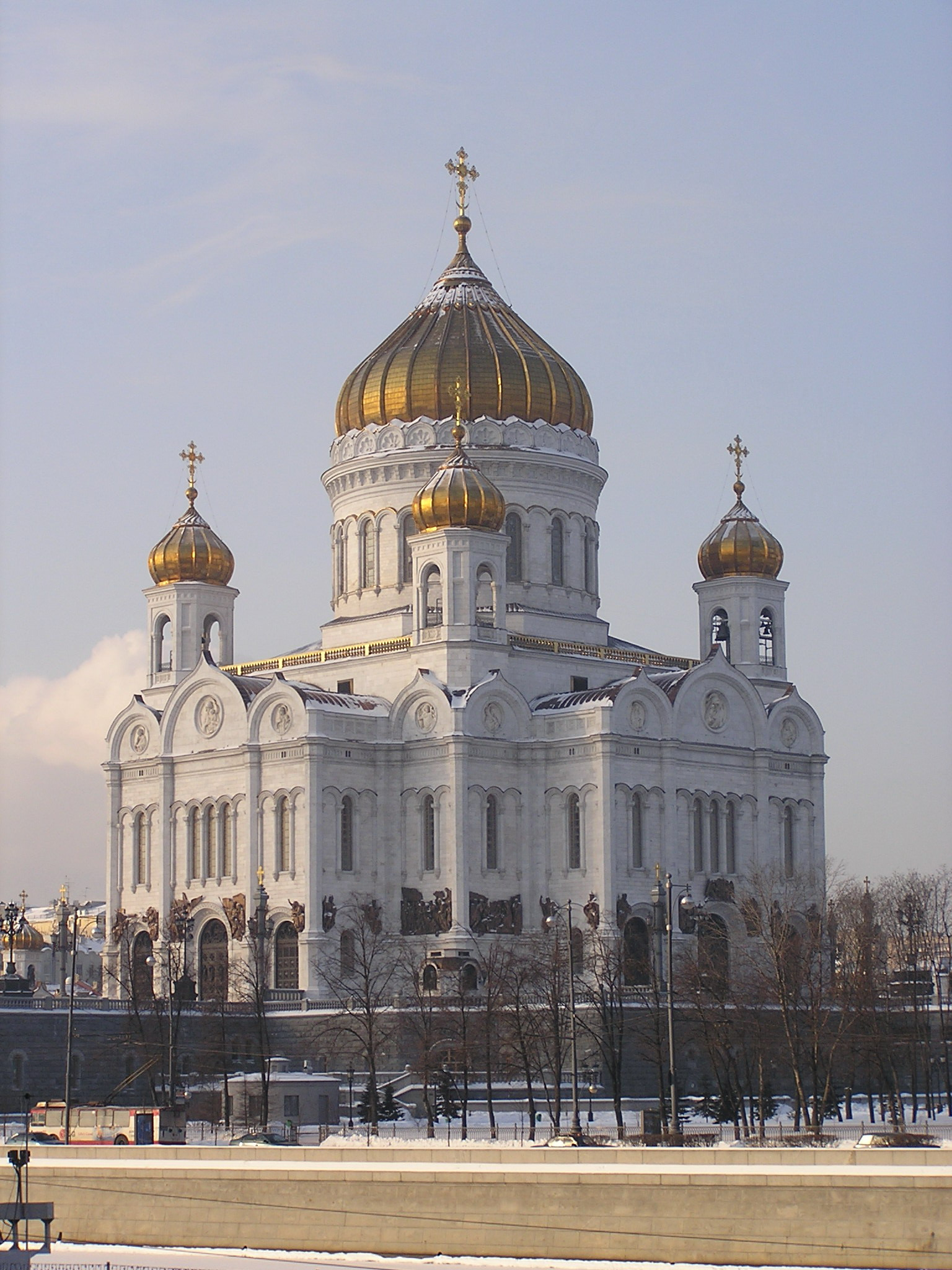
В плане Храм Христа Спасителя выглядит как греческий крест
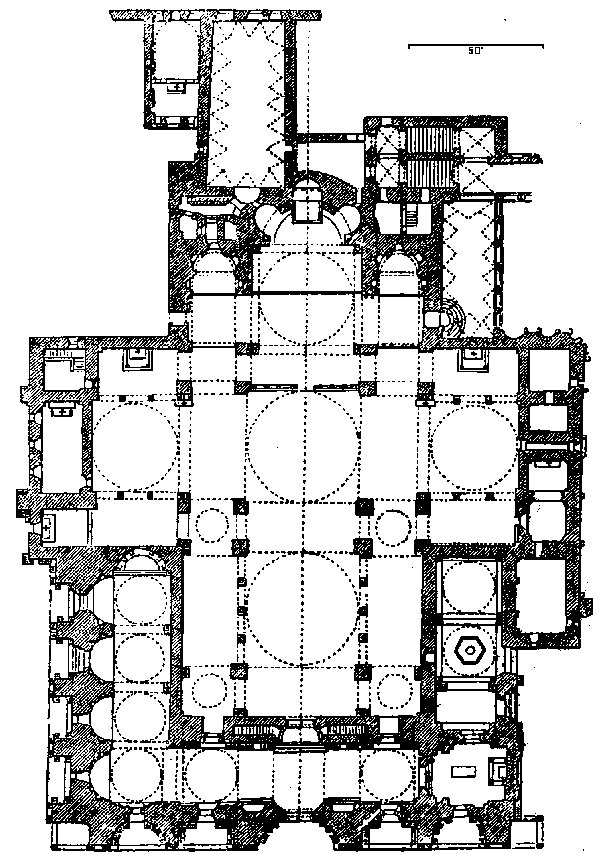
План Собора Святого Марка